# Laborie
Laborie – miasto w Saint Lucia. Miasto jest stolicą dystryktu Laborie. Liczy 3 285 mieszkańców - trzecie co do wielkości miasto kraju.